# Meyer Menü
Das Familienunternehmen Meyer Menü in Bielefeld wurde 1963 gegründet und zählt heute zu den führenden Anbietern von täglich frisch gekochten Mittagsmenüs.
Neben dem Hauptsitz und der größten Produktionsstätte in Bielefeld gibt es fünf weitere Produktions- und 25 Vertriebsstandorte. Das Unternehmen beschäftigt z. Zt. ungefähr 1000 Mitarbeiter. Täglich werden ca. 70.000 Menüs ausgeliefert.

## Geschichte
1963 übernahmen Dieter Meyer und seine Frau Ursula Meyer die Fleischerei Groll in Bielefeld/Ostwestfalen. Schrittweise erweiterten sie den bereits vorhandenen Imbissbetrieb zu einem reinen Menüservice. Aufgrund des stetigen Wachstums mussten neue Räumlichkeiten im Industriegebiet Oldentrup (Bielefeld) gebaut werden, die 1984 fertiggestellt und bezogen werden konnten. Im selben Jahr wurde der erste Vertriebspartner gewonnen und das Liefergebiet von Meyer Menü damit weiter ausgedehnt. Zunächst beschränkte sich das Liefergebiet auf Ostwestfalen-Lippe.
1989 übergaben Dieter und Ursula Meyer den Betrieb an ihre beiden Söhne Thomas und Stephan Meyer und zogen sich aus dem aktiven Geschäft zurück. Die Söhne setzten weiter auf Expansion, sodass weitere Franchisenehmer gewonnen werden konnten. Nach und nach folgten weitere Produktions- und Vertriebsstandorte in Nord- und Süddeutschland. Meyer Menü betreibt aktuell Großküchen in Bielefeld, Büren, Siek (bei Hamburg), Hannover, Hattingen und in Neuenstadt am Kocher, die die Vertriebs-Niederlassungen mit täglich frisch zubereiteten Mittagsmenüs beliefern. Ab 1. November 2019 wurde die Menke Menue GmbH mit dem Küchenstandort in Bremen und dem Vertriebsstandort in Schwarmstedt von Compass Group Deutschland übernommen und in die Meyer Menü Gruppe eingegliedert.
Im Mai 2024 übernahmen Egeria und das Meyer-Management das Unternehmen. https://egeriagroup.com/de/portfolio/meyer-menue/

## Wettbewerber
- Apetito
- Hofmann Menü-Manufaktur
- Sodexo Deutschland